# Samonåivejaur
Samonåivejaur är en sjö i Jokkmokks kommun i Lappland och ingår i Luleälvens huvudavrinningsområde. Sjön har en area på 0,284 kvadratkilometer och ligger 377,8 meter över havet. Samonåivejaur ligger i Jelka-Rimakåbbå Natura 2000-område.

## Delavrinningsområde
Samonåivejaur ingår i det delavrinningsområde (741302-167024) som SMHI kallar för Inloppet i Västra Sjatjerim. Medelhöjden är 400 meter över havet och ytan är 37,11 kvadratkilometer. Det finns inga avrinningsområden uppströms utan avrinningsområdet är högsta punkten. Kvarnbäcken (Sjaterimbäcken) som avvattnar avrinningsområdet har biflödesordning 3, vilket innebär att vattnet flödar genom totalt 3 vattendrag innan det når havet efter 195 kilometer. Avrinningsområdet består mestadels av skog (79 procent) och sankmarker (16 procent). Avrinningsområdet har 0,28 kvadratkilometer vattenytor vilket ger det en sjöprocent på 0,8 procent.